# بالدئلمییس
بالدئلمییس (به اسپانیایی: Valdeolmillos) یک شهرستان در اسپانیا است که در استان پالنسیا واقع شده‌است.

## خصوصیات
بالدئلمییس ۲۰ کیلومترمربع مساحت و ۸۳ نفر جمعیت دارد.